# Protoreaster
Protoreaster é um gênero de estrelas-do-mar. Eles às vezes são vistos no comércio de aquários marinhos.